# Công viên Jan Kasprowicz ở Poznań

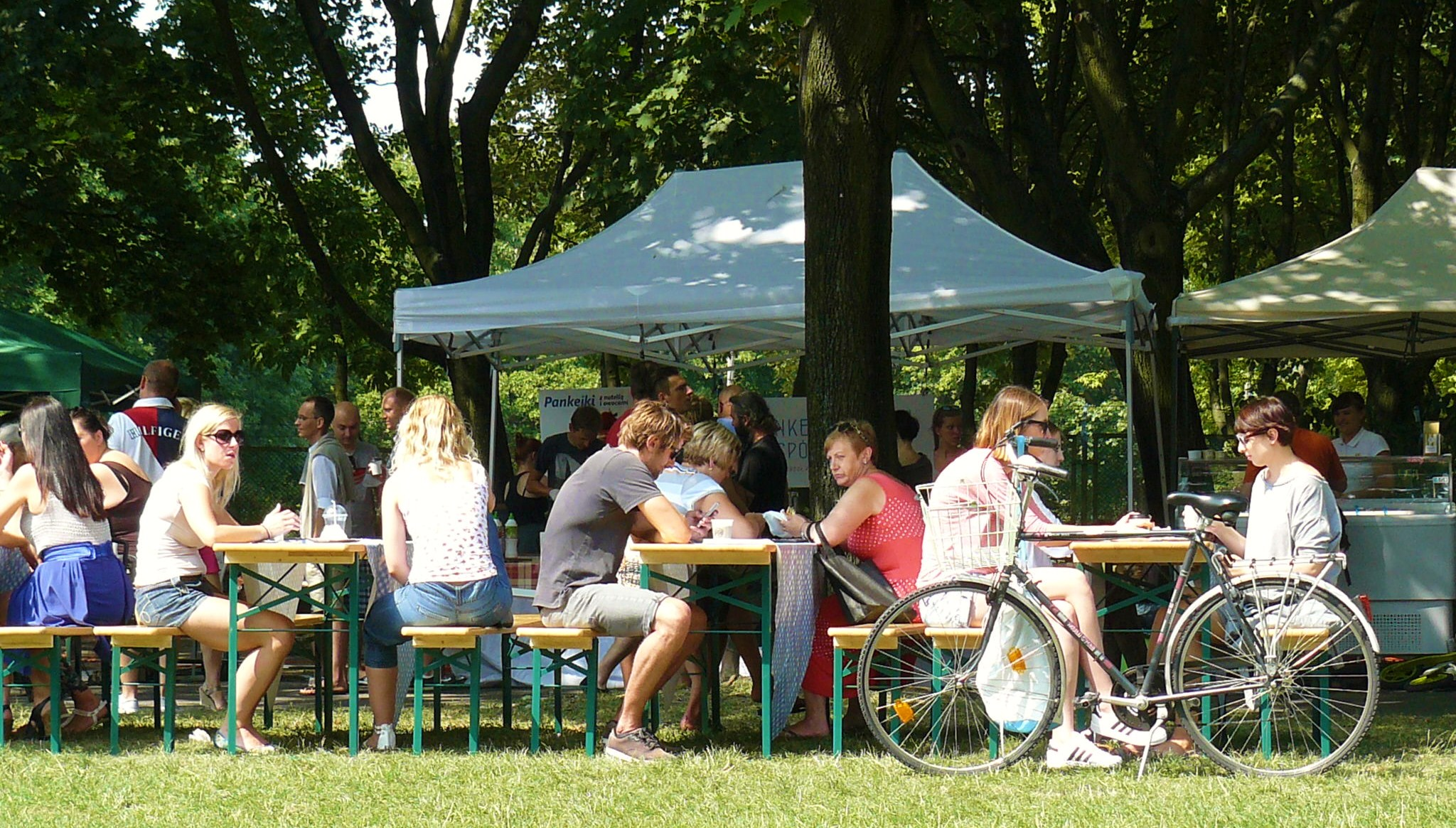
Ăn sáng tại Công viên Jan Kasprowicz, Poznań (2014)

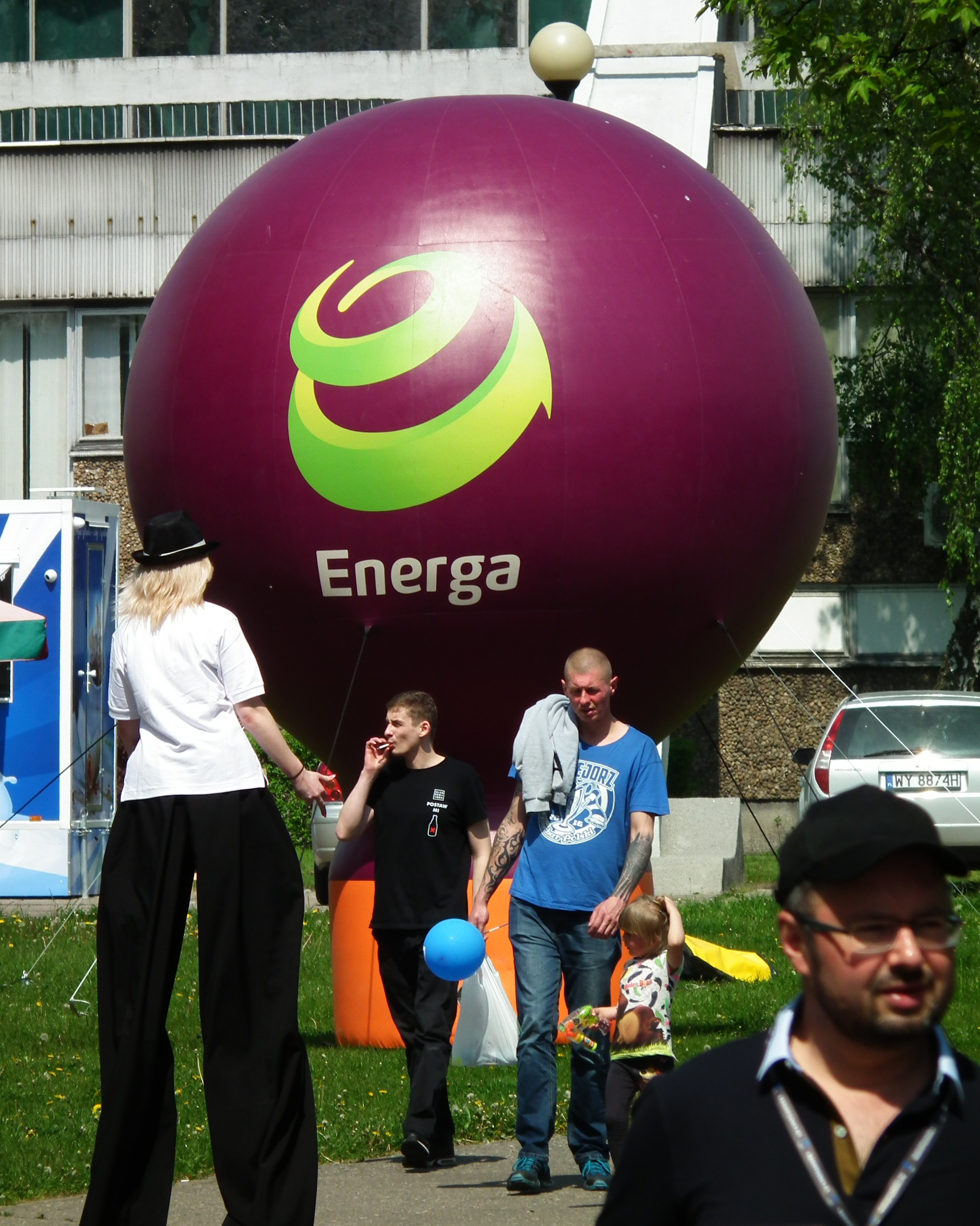
Một lễ hội tại Công viên Jan Kasprowicz, Poznań (2017)

Công viên Jan Kasprowicz ở Poznań, hay Công viên Kasprowicz (tiếng Ba Lan: Park Jana Kasprowicza w Poznaniu) là một trong những công viên nổi tiếng tọa lạc tại phía tây khu Łazarz, Poznań, Ba Lan, với diện tích khoảng 9 ha. Công viên này là nơi tổ chức các sự kiện văn hóa, thể thao và giải trí dành cho cư dân nơi đây cũng như du khách.

## Lược sử hình thành
Ngày 1 tháng 9 năm 1939, dự án khánh thành công viên công cộng tại đây dành cho cư dân trên thực tế đã hoàn thành. Tuy nhiên, quân Đức quốc xã đã cản trở dự án này. Tháng 3 năm 1945, một bệnh viện dã chiến được thành lập nơi đây để điều trị cho những người lính Hồng quân Liên Xô bị thương, đến từ các chiến trường xung quanh.
Ngày 9 tháng 9 năm 1951, Lễ hội Dożynki được tổ chức tại công viên với sự tham dự của Tổng thống Bolesław Bierut. Lễ hội có 5.000 con chim bồ câu trắng được thả lên trời.
Công viên Jan Kasprowicz ở Poznań được Bernard Lisiak thiết kế và được tân trang lại dựa vào sự góp sức của cư dân khu vực vào năm 1962.
Hiện nay, Công viên Jan Kasprowicz  nổi tiếng với Nhà thi đấu thể thao Arena (từ năm 1974). Nhà thi đấu này có sức chứa 6.000 người. Ngoài ra, Công viên còn có một sân tennis, một sân bóng đá, nhiều quầy ăn uống phục vụ cư dân cùng du khách và một số cơ sở vật chất được xây dựng theo kiến trúc hiện đại.